# Ślinianka żuchwowa
Ślinianka żuchwowa (glandula mandibularis) – jeden z gruczołów wydzielających ślinę do jamy ustnej.
Ślinianka żuchwowa leży w dole zażuchwowym, głębiej od ślinianki przyusznej. U drapieżnych poszukuje się jej w trójkącie, którego boki wyznaczają żyła językowo-twarzowa, żyła szczękowa oraz krawędź gałęzi żuchwy. W pobliżu znajdują się węzły chłonne żuchwowe.
Budowa ślinianki żuchwowej prezentuje się różnorodnie w zależności od taksonu. Przeżuwacze mają duże gruczoły żuchwowe, podobnych rozmiarów, co i przyusznicze, pokryte nimi. Świnia ma gruczoł kulisty, z występem od strony dziobowej, ustępuje śliniance przyusznej. Koń cechuje się łukowato wygiętą do przodu ślinianką żuchwową o wydłużonym kształcie, o końcu doustny sięgającym kości gnykowej. Przykrywa ją znacznie większy gruczoł przyuszniczy. Drapieżne cechują się ślinianką żuchwową kulistą, większą nawet od przyusznicy.
Ślinianka ta zaopatrzona jest w przewód wyprowadzający. Leży on pomiędzy mięśniami żuchwowo-gnykowym i gnykowo-językowym. Jego ujście leży na brodawce podjęzykowej. U drapieżnych jego ujście na mięsku podjęzykowym leży bocznie i dziobowo od wędzidełka.
W anatomii człowieka stosuje się określenie ślinianka podżuchwowa.

Przeczytaj ostrzeżenie dotyczące informacji medycznych i pokrewnych zamieszczonych w Wikipedii.